# Мери Попинз (книжна поредица)
 Тази статия е за книжната поредица.  За филма вижте Мери Попинз (филм).  За героинята вижте Мери Попинз (героиня).
„Мери Попинз“ (на английски: Mary Poppins) е поредица от осем книги за деца на австралийско-британската писателка Памела Травърз, публикувани в периода 1934-1988 г.
Книгите се съсредоточават върху вълшебната английска бавачка Мери Попинз, която е отнесена от източния вятър на улица „Черешова“ 17 в Лондон, в домакинството на сем. Банкс, за да се грижи за децата им. Следват срещи с рисувачи на улицата и търговци и различни приключения, докато Мери Попинз внезапно си тръгва. Само първите три от осемте книги показват пристигането и заминаването й. По-късните пет книги разказват незаписани досега приключения от първоначалните й три посещения. Както писателката обяснява във въведението си към „Мери Попинз в парка“, „Тя не може вечно да пристига и да си тръгва“.
Книгите са адаптирани от Уолт Дисни в музикален филм, озаглавен „Мери Попинз“ (1964), с участието на Джули Андрюс и Дик Ван Дайк. Филмът „Спасяването на мистър Банкс“ (2013) описва създаването на филма от 1964 г. Продължението на Дисни на филма от 1964 г., „Мери Попинз се завръща“, излиза през 2018 г. и в ролята на Мери Попинз е Емили Блънт.
През 2004 г. Дисни Театрикъл в сътрудничество със сър Камерън Макинтош (който преди това придобива сценичните права от Травърз) продуцира сценичен мюзикъл, наречен също „Мери Попинз“, в лондонския театър Уест Енд. Сценичният мюзикъл е преместен на Бродуей в Ню Йорк през 2006 г., където се изпълнява до закриването си на 3 март 2013 г.

## Книги

### Мери Попинз
В България е издадена от изд. „Народна младеж“ (1977), изд. „Отечество“ (1980) (заедно с „Мери Попинз се завръща“) и изд. „Пан“ (1994, 1997, 1998, 2003, 2011, 2013, 2017, 2021).
Първият роман, публикуван през 1934 година, представя семейството Банкс, живеещо на улица „Черешова“ №17 в Лондон, Англия: г-н и г-жа Банкс, техните деца Джейн и Майкъл, както и двете бебета-близнаци Джон и Барбара. След като старата им бавачка напуска разгневена, внезапно се появява Мери Попинз, довяна от силен източен вятър, носеща със себе си мистериозна чанта от килим. Тя приема работата с уговорката, че ще остане само докато задуха западният вятър.
Децата скоро откриват, че макар и строгa, суетнa и често мрачнa, Мери Попинз притежава магическа страна, която я прави невероятно специална. С нейна помощ Джейн и Майкъл преживяват чудати приключения: следобедно чаено парти на тавана с господин Уиг, околосветско пътуване с компас, покупка на звездовидни джинджифилови сладки от древната госпожа Кори, среща с Жената с птиците, животинско празненство по случай рождения ден на Мери Попинз в зоологическата градина и вълшебно коледно пазаруване, водено от звезда на име Мая от Плеядите в съзвездието Телец.
В последната сцена, която се е превърнала в символ на поредицата, Мери Попинз разгръща чадъра си и се издига в небето, отнесена от западния вятър. Тя оставя бележка за децата, в която обещава, че ще се срещнат отново някой ден.

#### Оригинални и преработени версии на главата „Лошият вторник“
В глава „Лошият вторник“ от първото издание на „Мери Попинз“ (1934 г.), Мери Попинз и децата използват магически компас, за да обиколят света в рамките на удивително кратко време. Оригиналната версия включва представяне на различни култури чрез стереотипизирани образи на китайци, инуити от Аляска, африканци южно от Сахара и индианци.
Памела Травърз реагира на критиките, като редактира главата два пъти:
- Първата ревизия (1967 г.) премахва обидния език и част от стереотипите, но запазва сюжета с посещения на чужди народи и илюстрации на етнически фигури, изобразени според посоките на компаса.
- Втората ревизия (1981 г.) заменя хората с животни: бяла мечка на север, ара на юг, панда на изток и делфин на запад.[3] Придружаващата илюстрация от оригиналната художничка Мери Шепард също е адаптирана спрямо тази промяна.  През 1980 г. книгата е забранена за разпространение в обществената библиотечна система на Сан Франциско заради засегнати негативни стереотипи.[4][5] Въпреки това, преработената версия от 1981 г. е включена в радиопиесата на BBC Radio 4 от 2004 г. с участието на Джулиет Стивънсън като Мери Попинз.

### Мери Попинз се завръща
Книгата излиза през 1935 г. В България е включена в книгата „Мери Попинз“ на изд. „Отечество“ (1980) и е издадена самостоятелно през 1997 г. от изд. „Пан“.
След напускането на Мери Попинз домът на семейство Банкс изглежда не е същият. Един ден, когато госпожа Банкс изпраща децата на разходка в парка, Майкъл пуска хвърчилото си в небето. За всеобща изненада, когато го навива обратно, открива че Мери Попинз стои на другия край на връвта. С нея се завръща и вълшебството. Тя отново поема грижите за децата – макар и със условието, че ще остане само докато веригата на медальона ѝ не се скъса. През това завръщане Джейн и Майкъл срещат страховитата мис Андрю, преживяват чаено парти… с главата надолу, и дори посещават цирк сред звездите.
В главата „Новата“ в семейството се ражда бебето Анабел, с което броят на децата става пет – три момичета и две момчета. И както и в първата книга, Мери Попинз отново си тръгва – този път, изчезвайки на омагьосана въртележка и хвърляйки медальона си към децата. Но оставя нещо много повече: обратен билет, в случай че някога се наложи да се върне.

### Мери Попинз отваря вратата
Книгата излиза през 1943 г. В България е издадена от изд. „Пан“ (1998).
След като напуска семейството Банкс, Мери Попинз взима двупосочен билет – за всеки случай. Когато се завръща, тя се появява в парка пред улица „Черешова“ по същия магичен начин, по който е дошла: с бляскави фойерверки. Веднага поема отново грижите за децата – Джейн, Майкъл, близнаците Джон и Барбара и новородената Анабел, като ги води на поредица от невероятни приключения. Сред вълшебните преживявания са среща с братовчед ѝ Фред Туигли, приятелство с жива статуя, езда на ментови коне и градинско парти... под морската повърхност. Приказната ѝ поява носи нови чудеса в дома на Банкс, но този път с усещане за сбогом.
В края на книгата Мери Попинз напуска улица „Черешова“ завинаги. Тя отваря своя чадър и нощният вятър я отнася. Децата са щастливи, че е спазила обещанието си да остане, докато вратата се отвори – миг, който ознаменува събирането на семейството около уютния огън. Това финално събитие намеква, че родителите са започнали да прекарват повече време с децата си, научили важния урок, който Мери Попинз оставя след себе си.

### Мери Попинз в парка
Тази четвърта книга излиза през 1952 г. В България е издадена от изд. „Пан“ (1994).
Съдържа шест необикновени приключения на децата от семейство Банкс, които се случват по време на техните разходки в парка край улица „Черешова“. По отношение на хронологията събитията в тази книга се вписват между втората и третата – „Мери Попинз се завръща“ и „Мери Попинз отваря вратата“. 
Сред вълшебните преживявания са чаено парти с миниатюрните обитатели под глухарчетата, фантастично посещение при котки, живеещи на далечна планета, и хелоуинско танцово парти със собствените им сенки — забавление, което надхвърля въображението.

### Мери Попинз от А до Я
Книгата излиза през 1962 г. В България не е издавана.
Двадесет и шест винетки (по една за всяка буква от английската азбука) вплитат неочаквани истории за Мери Попинз, децата на сем. Банкс и други герои от предишните романи на Травърз. Всяка винетка е пълна със забавни и необичайни думи, които започват с представената буква. 

### Мери Попинз в кухнята
Книгата излиза през 1975 г. В България не е издавана.
Тук Мери Попинз се притичва на помощ, когато готвачката на сем. Банкс излиза неочаквано в отпуск, като по време на процеса учи малките деца на сем. Банкс на основите на готвенето. Книгата включва готварски рецепти.

### Мери Попинз от улица „Черешова“
В България е издадена от изд. „Пан“ (1994, 2004, 2021) заедно с „Мери Попинз и съседите от номер седемнадесет“.
В книгата, излязла през 1982 г., Мери Попинз  отвежда децата на семейство Банкс на едно последно, но изключително запомнящо се приключение. Това се случва в мистичната нощ на Еньовден – време, когато границата между реалност и фантазия се размива, а небето може да роди дори митични създания. През тази магична нощ всичко е възможно. Децата са свидетели на чудновати явления и срещи, докато Мери Попинз ги води през свят, изпълнен със символика, природни тайни и древни поверия.
В края на книгата е включен подробен списък с билките, появяващи се в историята – изброени с техните ботанически, местни и латински названия. Това не само обогатява читателското преживяване, но и придава допълнителна автентичност на разказа, свързвайки го с културни и лечебни традиции, свързани с празника.

### Мери Попинз и съседите от номер осемнайсет
В България е издадена от изд. „Пан“ (2004, 2021), в един том с „Мери Попинз от улица „Черешова““.
В книгата, излязла през 1988 г., спокойствието на улица „Черешова“ е нарушено, когато се разчува, че празната къща под номер 18 – обект на множество мечти и въображаеми наематели от страна на съседите, ще бъде обитавана. Новата наемателка се оказва не друг, а гувернантката от детството на г-н Банкс: страховитата мис Андрю, позната като „Свещения терор“. Нейното напрегнато присъствие носи и неочаквана светлина – тя пристига в компанията на Лути, момче от Полинезия, което е едновременно неин слуга и ученик. Джейн и Майкъл се зарадват на възможността да имат нов приятел, но скоро са разочаровани от строгите ограничения, които хипохондричната г-ца Андрю налага на Лути. Докато тъгата по родината и семейството му става все по-силна, зовът да се завърне в топлия свят, от който идва, надделява. И тогава, както само тя умее, Мери Попинз прави завръщането на Лути възможно — чрез необикновено посещение при самия Лунен човек.

## Адаптации
Поради популярността на поредицата има няколко адаптации на книгите в различни медии.
- 1964: Мери Попинз, игрален и анимационен филм на Дисни с Джули Андрюс
- Mary Poppins: Original Cast Soundtrack, саундтрак към филма от 1964 г.
- 2018: Мери Попинз се завръща, американски игрален филм с Емили Блънт, продължение на филма от 1964 г.
- Mary Poppins Returns, саундтрак към филма от 2018 г.
- 1983: Мэри Поппинс, до свидания!, съвестки музикален минисериал на Леонид Квинихидзе
- 2004: Мери Попинз, британски театрален мюзикъл, базиран на книгите и филма
- 2009 Op zoek naar Mary Poppins, телевизионен сериал на тема шоу за таланти, продуцирани от AVRO в Нидерландия и излъчвани по AVRO.

## Основни герои

### Мери Попинз
Мери Попинз е магическа бавачка, която неочаквано се появява в дома на семейство Банкс на улица „Черешова“ №17 в Лондон, за да се грижи за техните деца. Въпреки многобройните си необясними способности тя никога не признава, че притежава магически сили и често се преструва на засегната, когато някое от децата спомене минали приключения.Тя пристига за първи път, носена от мощния Източен вятър, кацнала с отворен чадър, и накрая си тръгва, когато Западният вятър я повежда далеч, отваряйки същия този вълшебен чадър, с който е дошла.
В различните адаптации през годините образът ѝ оживява чрез:
- Джули Андрюс в едноименния филм на Дисни от 1964 г.
- Емили Блънт в продължението „Мери Попинз се завръща“ (2018)
- Джулиет Стивънсън в радиодрамата на BBC Radio 4 от 2004 г.
- Лора Мишел Кели в сценичния мюзикъл на лондонския Уест Енд също през 2004 г.

### Чадър с папагал
Чадърът на Мери Попинз е неразделна част от нейния образ – черен, със стилна дръжка във формата на глава на папагал. Тя никога не напуска дома без него, защото, както се разкрива в историята „Свободният ден“, Мери Попинз държи винаги да изглежда безупречно, а този изискан аксесоар допринася за нейния безупречен външен вид. 
В края на първата книга, на първия пролетен ден, тя го отваря и Източният вятър се втурва в него, издигайки я във въздуха и отнасяйки я далеч от улица „Черешова“. В третата книга, в последната глава, когато отваря вратата, чадърът се разгъва с радост, сякаш сам копнее за полет – още едно доказателство за магичността му.
Този чадър не само лети, но и говори. В адаптацията на Дисни от 1964 г. той дори показва, че знае какво наистина чувства Мери към децата – чувства, които тя прикрива, настоявайки, че трябва да обичат баща си повече от нея. В този филм чадърът е озвучен от Дейвид Томлинсън, който играе и г-н Банкс. А в продължението „Мери Попинз се завръща“ от 2018 г. гласът му е на Едуард Хибърт.

### Децата на сем. Банкс
В книгите за Мери Попинз семейството Банкс има пет деца:
- Джейн – най-голямата, около 7-годишна, умна и находчива.
- Майкъл – с една-две години по-малък от Джейн, енергичен и любопитен.
- Джон и Барбара – двуяйчни близнаци, които празнуват първия си рожден ден в първата книга.
- Анабел – най-малката, родена по средата на „Мери Попинз се завръща“.

Макар възрастта им никога да не е уточнена прецизно, героите не остаряват значително в хода на поредицата – подобно на самата Мери Попинз, времето сякаш се огъва около тях.
В адаптациите по книгите, само Джейн и Майкъл са основни действащи лица:
- В класическия филм от 1964 г.: Карън Дотрис и Матю Гарбър ги изобразяват като деца.
- В продължението „Мери Попинз се завръща“ (2018 г.): вече възрастните Джейн и Майкъл са изиграни от Емили Мортимър и Бен Уишоу. В тази версия Джон и Анабел се появяват като деца на Майкъл, а не като негови брат и сестра. Сюжетът включва и трето дете – Джорджи, вероятно кръстено на бащата на Майкъл.
- В радиодрамата на BBC Radio 4 от 2004 г.: Джейн и Майкъл са представени от Софи Стъки и Джонатан Бий.

### Г-н Банкс
Г-н Джордж Банкс е глава на семейство и работодател на Мери Попинз. Работи във финансова институция в лондонското Сити и живее със съпругата и петте си деца на улица „Черешова“ №17. В книгите той се появява рядко, но макар и непохватен, носи искрена обич към близките си.
В адаптацията на Дисни от 1964 г., образът му придобива по-драматично измерение — представен като строг, работохоличен и разсеян баща, който поставя кариерата над семейството. Постепенно, с помощта на Бърт и предизвикателствата, провокирани от Мери Попинз, той осъзнава, че изпуска най-важните моменти от живота на децата си. Финалната сцена, в която оправя хвърчилото и води децата да го пуснат, бележи вътрешната му промяна към топъл и отдаден баща.
В сценичния мюзикъл тази метаморфоза е допълнена с предистория, вдъхновена от книгите: г-н Банкс като дете е бил пренебрегван и тормозен от строга гувернантка, което обяснява неговата първоначална строгост и липса на емоционална близост.
Във филма „Спасяването на г-н Банкс“ (2013) сюжетът се задълбочава още – внушава се, че Мери Попинз не е там просто за децата, а за да изцели душата на самия г-н Банкс. Филмът намеква, че авторката П. Л. Травърз е писала романите като символично изкупление за собствената си неспособност да помогне на своя баща.
Актьори, които изобразяват г-н Банкс:
- Дейвид Томлинсън – във филма от 1964 г.
- Дейвид Тимсън – в радиодрамата на BBC Radio 4 от 2004 г.

### Г-жа Банкс
Г-жа Банкс е съпруга на Джордж Банкс и майка на петте деца в поредицата „Мери Попинз“: Джейн, Майкъл, Джон, Барбара и Анабел.
В книгите:
- Името ѝ никога не е изрично споменато.
- Тя е домакиня, която се опитва да ръководи домакинството, но често изглежда объркана или уплашена от самата Мери Попинз, която се отнася към нея с прикрито презрение.

В адаптациите:
- Във филма на Дисни от 1964 г. името ѝ е Уинифред Банкс, а героинята е представена като суфражетка, бореща се за женски права на обществени места, но у дома – покорна съпруга типична за едуардовата епоха. Този избор има за цел да обясни защо тя не се грижи изцяло за децата си.
- В сценичния мюзикъл от 2004 г. тя е представена като бивша актриса, която се бори да бъде приета в социалния кръг на своя съпруг, подложена на постоянен натиск от него.
- В филма от 1964 г. е изиграна от Глинис Джонс, а в радиодрамата на BBC Radio 4 от 2004 г. – от Дебора Бърлин.

### Пазач на парка
Пазачът на парка е колоритен второстепенен герой от поредицата за Мери Попинз. Той често се появява в сцени, развиващи се сред зеленината на любимия парк на Мери — мястото, където тя обича да води децата от семейство Банкс.
Изключително педантичен и обсебен от спазването на правилата на парка, пазачът често се оказва объркан, понякога и раздразнен от магическите събития около Мери Попинз. С времето обаче той приема, че около нея има тайни, които никога няма да разбере напълно.
Въпреки това, в сърцето си пазачът копнее по собственото си изгубено детство. Той тайно търси възможности да се присъедини към игривия свят на децата — пускането на хвърчила, фойерверки и други весели забавления, които му напомнят за по-необременени времена.
Пълното му име е Фред Смит, а интересен факт е, че майка му е самата Жена с птиците — мистериозният образ, с когото децата и Мери често се срещат в парка.
В адаптациите:
- Не присъства във филма на Дисни от 1964 г.
- В сценичния мюзикъл пее песента „Let’s Go Fly a Kite“ заедно с Бърт и децата, като се превръща в символ на преоткритата радост от детството.
- Във филма от 2018 г. „Мери Попинз се завръща“ образът му е изигран от Стив Никълсън.

### Бърт Кибритопродавача
Бърт, известен още като Кибритопродавача, е близък приятел на Мери Попинз и обичан жител на улица „Черешова“. В книгите, когато времето позволява, той рисува пъстри картини по тротоарите, а когато дъждът започне – продава кибрит, оттам и прякорът му. Освен това, понякога се изявява като бъскер, свирещ на хърди-гърди, добавяйки музикален цвят към ежедневието на квартала.
Мери Попинз често споделя своите почивни дни с него — обикновено всеки втори четвъртък от месеца, в неочаквани и малко странни излети. Бърт е винаги дружелюбен и към децата на семейство Банкс, като участва в техните фантастични приключения и пази доброто настроение в квартала.
В филма на Дисни от 1964 г., Бърт (изигран от Дик Ван Дайк) е представен като съчетание между Кибритопродавача и Коминочистача. Той участва активно в приключенията на децата, забавлява чичото на Мери Албърт и дори успява да покаже на г-н Банкс ценността на бащинството с разумен и топъл съвет.
В сценичния мюзикъл от 2004 г., Бърт има ролята на разказвач – фигура, която свързва магичните моменти и предава усещането за чудо и близост. Той отново е добър приятел на Мери и децата, като олицетворява уличната мъдрост и добротата.
В филма „Мери Попинз се завръща“ (2018 г.), Бърт не участва пряко, но чиракът му Джак споменава, че Бърт е успял да събере достатъчно средства, за да напусне Лондон и в момента обикаля света — сякаш самият живот му се е превърнал в ново приключение.

### Мис Ларк
Мис Ларк е съседка на семейство Банкс, живееща в изискана резиденция край улица „Черешова“ №17. Изключително богата и малко ексцентрична, тя е най-известна с безкрайната си преданост към своите кучета — чистокръвния Андрю и мелеза Желания, който се присъединява към домакинството по изрично искане на Андрю (преведено от кучешки език на английски от самата Мери Попинз).
В книгите мис Ларк е очарованието на квартала — винаги шокирана от магическите прояви около Мери Попинз, но все така вярна на своите домашни любимци. Известна е с това, че води кучетата си на фризьор, купува им кожени палта и ботуши, и ги третира като истински благородници.
В адаптациите:
- Във филма от 1964 г. тя има само Андрю, изиграна от Марджъри Бенет.
- В сценичния мюзикъл се появява само Желания, представена като самостоятелен герой.
- В продължението от 2018 г., мис Ларк е изиграна от Судха Бхучар, а Желания оживява благодарение на животинския актьор Аш.

### Адмирал Бум
Адмирал Бум е един от колоритните съседи по улица „Черешова“ — бивш военноморски офицер, който живее в причудлива къща с форма на кораб заедно със съпругата си, г-жа Бум, и помощника си Бинакъл, бивш пират.
Той е известен със своя живописен моряшки език, изпъстрен с цветни междуметия и изрази, като най-любимото му: „Blast my gizzard!“ — преведено на български като „Триста дяволи!“. Въпреки ентусиазма си, той никога не използва грубости, тъй като книгите са предназначени за деца.
В адаптациите:
- В филма на Дисни от 1964 г. Адмирал Бум живее до семейство Банкс и редовно стреля с оръдие, за да отбележи времето – едно от най-комичните и запомнящи се събития в сюжета. Тук образът му е по-мек: моряк с любов към реда и точността, типичен представител на стила “Shipshape and Bristol fashion”.
- В този филм е изигран от Реджиналд Оуен.
- В продължението „Мери Попинз се завръща“ (2018) ролята е поета от Дейвид Уорнър.

### Други домашни помощници
В книгите за Мери Попинз, семейството Банкс разчита на трима домашни помощници, допълващи ролята на бавачката:
- Елън – прислужница с добро сърце към децата, но ужасена от мисълта да се грижи за тях сама, когато няма бавачка. Почти винаги страда от настинка, което ѝ добавя малко трагикомичен чар.
- Г-жа Брил – готвачка със запомняща се кисела натура, често сърдита без явна причина. Не крие неприязънта си към Елън, което води до множество дребни сблъсъци в кухнята.
- Робъртсън Ай – млад момък в тийнейджърска възраст, нает за помощ при всичко останало. Той е мързелив и разсеян до степен да нанесе щети, като случайно съсипе шапката на г-н Банкс със стара вакса. Интересно е, че в книгата „Мери Попинз се завръща“ се загатва, че той може да е вдъхновението зад Шута (Глупака) в приказката, разказвана от Мери.

В адаптациите:
- В класическия филм от 1964 г. се появяват г-жа Брил и Елън, изиграни от Рета Шоу и Хърмаяни Бадъли. Робъртсън Ай отсъства.
- В сценичния мюзикъл участват г-жа Брил и Робъртсън Ай, но Елън не се появява.
- В продължението от 2018 г., единствено Елън се завръща на екрана, изиграна от Джули Уолтърс. Съдбата на г-жа Брил остава неясна

### Приятели и роднини на Мери Попинз
- Жена с птици: възрастна жена, която седи на стълбите на катедралата „Сейнт Пол“ и храни птиците. Тя продава пликове с трохи на минувачите за 2 пенса плика. Нейната крилата фраза е „Нахрани птиците, 2 пенса за плик“. Тя се появява няколко пъти в книгите и е добра приятелка с Мери. По-късно се разкрива, че е майката на Пазача на парка и истинското й име е г-жа Смит. Тя се появява във филма от 1964 г., изигран от Джейн Даруел (в последната й филмова поява) и е обект на песента „ Feed the Birds“ („Нахрани птиците“), изпята от Попинз. Тя също играе подобна роля в мюзикъла, където пее песента "Feed the Birds" в дует с Мери Попинз.
- Мисис Клара Кори: Доста стара жена, за която се предполага, че е най-старата жена в света. Твърди се, че е била тийнейджърка, когато светът е бил създаден, и е познавала Уилям Завоевателя и Алфред Велики. Има магазин, в който продава курабии. Може да отчупи собствените си пръсти и те моментално се превръщат в ечемична захар или други сладкиши, докато собствените й пръсти израстат отново. Тя се появява няколко пъти в книгите заедно с дъщерите си. Мисис Кори има второстепенна роля във филма от 1964 г., изиграна от Алма Лонтън. В мюзикъла тя има по-голяма роля и притежава „магазин за разговори“, водеща е на песента „Supercalifragilisticexpialidocious“ заедно с Мери и Бърт. В драмата по Би Би Си Радио 4 от 2004 г. тя се играе от Филида Лоу.
- Ани и Фани: грамадните дъщери на мисис Кори, които тя постоянно тормози. Те обикновено придружават майка си. Имат малки роли както във филма от 1964 г., така и в мюзикъла.
- Албърт Уиг: Чичото на Мери Попинз, вероятен вуйчо; голям кръгъл плешив мъж с весел нрав. Ако рожденият му ден се падне в петък, той идва толкова пълен със смехотворен газ, че се носи във въздуха. Той се появява във филма от 1964 г. като чичо Албърт, изигран от Ед Уин, и пее песента "I Love to Laugh" с Бърт. Отсъства от мюзикъла.
- Артър и Топси Търви: братовчедът на Мери и неговата съпруга. Той поправя счупени предмети и страда от състояние, при което е принуден да прави обратното на това, което иска (напр. да стои на главата си, когато иска да стои нормално) от 15 до 18 часа всеки втори понеделник от месеца. Въпреки това той се влюбва в Топси и се жени за нея. Топси Търви е изобразена от Мерил Стрийп във филма „Мери Попинз се завръща“. В драмата по Би Би Си Радио 4 от 2004 г. Артър се играе от Андрю Сакс.
- Фред Туигли: братовчед на Мери Попинз. Той получава седем изпълнени желания на първото новолуние, след втората дъждовна неделя, след 3 май, като подарък от своята кръстница.
- Жена с балони: възрастна жена и приятелка на Мери Попинз, която продава балони в парка. Нейните балони изглежда имат магическо качество, тъй като името на всеки, който ги купи, се появява върху тях. Тя се появява в продължението от 2018 г., изиграна от Анджела Лансбъри.
- Нели Рубина и чичо Доджър: дървени кукли с човешки размер и плоски лица. Те управляват магазин, оформен като Ноевия ковчег. В сценичния мюзикъл магазинът на Нели се появява, но вместо това се управлява от г-жа Кори.
- Нелей: Мраморна статуя на гръцкия митологичен герой Нелей. Той е съживен от Мери Попинз и разкрива, че копнее да се събере отново с баща си Посейдон. Той се появява в мюзикъла по време на поредицата "Jolly Holiday".
- Орион: Въз основа както на митологичния герой, така и на персонификацията на съзвездието, той е приятел на Мери. Често слиза на Земята от небето, за да я срещне.

### Други
- Мис Андрю: Едрата властна бивша бавачка на г-н Банкс. Тя е изключително строга и често жестока, което води до прякора й „Светият ужас“. Почти всички се страхуват от нея, включително г-н Банкс, но не и Мери Попинз. Мис Андрю се опитва да се наложи в живота на децата на Банкс, първо като идва да остане в дома им, а по-късно като се мести в съседната къща, но е осуетена от Попинз. Въпреки че не се появява във всяка книга, тя често се споменава. Г-жа Банкс дори заплашва, че ще я наеме, ако децата на сем. Банкс не се държат добре. Тя отсъства във филма, но има важна роля в сценичния мюзикъл. Тя е подобен герой на книгите и пее песента "Brimstone and Treacle", отнасяща се до „лекарството“, което дава на децата като наказание.
- Коминочистач: Появява се на няколко пъти и е работник, който често присъства на улица „Черешова“. Работил е за мис Ларк, адмирал Бум и семейство Банкс. Той вярва, че е късмет да се ръкуваш със замах, затова насърчава всички, които го срещнат, да се ръкуват с него. Особено дружелюбен е към децата на сем. Банкс и веднъж, заедно с Бърт и Пазача на парка, той ги взема със себе си на фойерверки. Във филма и в мюзикъла персонажът му се слива с този на Бърт и става много по-изявен герой. Неговото суеверие за ръкостискане със замах се споменава в песента "Chim Chim Cher-ee". Съставният герой на Бърт и Коминочистача е изобразен от Дик Ван Дайк във филма от 1964 г.
- Полицай Егбърт: местният полицай. Той е добър приятел на Пазача на парка и е тайно влюбен в Елън, прислужницата на сем. Банкс. Той е тризнак, а двамата му братя Хърбърт и Албърт също са полицаи, въпреки че според него те са напълно различни като личности. Във филма неговото фамилно име е Джоунс и се играе от Артър Трийчър. Той също така се появява за кратко в сценичния мюзикъл.
- Професор: Възрастен господин и жител на улица „Черешова“. Той е много приятелски настроен към мис Ларк и се намеква, че тя е неговата любов.
- Продавач на сладолед: Уличен продавач, който се движи наоколо с количката си за сладолед и продава сладолед. Той се появява на различни места в книгите.
- Кмет: Местният кмет, който е често срещана фигура в и около ул. „Черешова“. Той често идва в парка, за да провери Пазача на парка, на когото не винаги вярва. Често е придружаван от двама общински  съветници.
- Министър-председател: британският министър-председател, който често се появява в сцени заедно с Пазача на парка и кмета.

### Епизодични герои
- Рижа крава: Самоопределяща се като „образцова крава“, която Мери Попинз си спомня като добра приятелка на майка си. Една паднала звезда веднъж се захваща за рога й, което я кара да танцува неконтролируемо, докато в отчаянието си не прескача Луната. Неочаквано открива, че й липсва щастливото усещане, което танците й дават, и по съвет на майката на Мери Попинз решава да потърси друга звезда. В „Мери Попинз“ Майкъл вижда Рижата крава да върви по ул. „Черешова“ в търсене на звезда, карайки Мери Попинз да разкаже историята й на децата.
- Мая: Втората дъщеря на седемте Плеяди, която посещава децата по време на коледното им пазаруване, за да купи подаръци за всичките си шест сестри.
- Хамадриада: Стара и мъдра змия (кралска кобра), за която се твърди, че е „кралят на всички зверове“, която е дете на братовчедка на Мери Попинз по майчина линия. Живее в лондонския зоопарк. Домакин на партито за рождения ден на Мери Попинз, когато се пада на пълнолуние.

## Допълнителна информация
- Bergsten, Staffan. Mary Poppins and Myth.   Stockholm, Almqvist & Wiksell, 1978. ISBN 91-22-00127-1.
- Bostridge, Mark (19 September 2004), "Hail Mary", The Independent
- Grilli, Giorgia. Myth, Symbol, and Meaning in Mary Poppins: The Governess as Provocateur.   New York, Routledge, 2007, [1997]. ISBN 978-0-415-97767-8.
- Kunz, Julia. Intertextuality and Psychology in P. L. Travers's Mary Poppins Books.   Frankfurt a. M., Peter Lang, 2014. ISBN 978-3-631-64873-5.